# Juan Vázquez Toledo
Juan Vázquez Toledo (La Línea de la Concepción, Cádiz, 5 de marzo de 1930-La Línea de la Concepción, 19 de junio de 2019) fue un entrenador y futbolista español que jugaba en la demarcación de centrocampista.

## Biografía
Empezó jugando en la Real Balompédica Linense en la temporada 1949-1950. Jugó en la Segunda División de España, quedando en la posición doce. En las tres temporadas posteriores, su mejor posición en liga fue un noveno puesto en 1951. Tras un breve paso por la AD Plus Ultra, en 1953 el Real Madrid CF se hizo con sus servicios, donde compartió vestuario con Joseíto, Olsen, Di Stéfano, Molowny y Gento. Tan solo jugó dos partidos con el club de la capital, aunque cuenta en su palmarés con una Primera División de España. 
En 1954 fichó por la UD Las Palmas, vistiendo la camiseta del club hasta 1958. Posteriormente jugó en el Granada CF durante tres años, jugando en la Primera División de España, descendiendo en 1961. Fue fichado por el Córdoba CF en 1961, y en su primera temporada con el club se hizo con la Segunda División de España 1961-62, jugando así en la máxima categoría. 
Finalmente, en 1965, tras fichar por el CF Badalona en 1964, se retiró como futbolista. Tras su retiro ejerció el cargo de entrenador en clubes como la Real Balompédica Linense, Atlético Baleares, Córdoba CF, CD Alcoyano, Cartagena FC, Ontinyent CF, CD Olímpic de Xàtiva, UE Lleida y la UD Melilla.
Retirado del fútbol, fue nombrado concejal de deportes del Ayuntamiento de La Línea de la Concepción.

## Selección nacional
Jugó un partido con la selección de fútbol de España el 12 de octubre de 1960, en calidad de amistoso contra Marruecos, compartiendo vestuario con futbolistas como Enrique Mateos, Pepillo II, Antonio Camps o Manuel Ruiz Sosa. El partido se jugó en Los Cármenes, Granada, finalizado por 4-3 a favor del combinado español.

## Clubes

### Como futbolista
| Club                     | País   | Año       | Partidos | Goles |
| ------------------------ | ------ | --------- | -------- | ----- |
| Real Balompédica Linense | España | 1949-1952 | 43       | 14    |
| AD Plus Ultra            | España | 1952-1953 | 30       | 16    |
| Real Madrid CF           | España | 1953-1954 | 2        | 0     |
| UD Las Palmas            | España | 1954-1958 | 93       | 26    |
| Granada CF               | España | 1958-1961 | 54       | 12    |
| Córdoba CF               | España | 1961-1964 | 44       | 11    |
| CF Badalona              | España | 1964-1965 | 25       | 10    |

### Como entrenador
| Club                     | País   | Año       |
| ------------------------ | ------ | --------- |
| Real Balompédica Linense | España | 1965-1966 |
| Atlético Baleares        | España | 1967      |
| Córdoba CF               | España | 1968-1969 |
| Real Balompédica Linense | España | 1969-1970 |
| CD Alcoyano              | España | 1971-1973 |
| Cartagena FC             | España | 1973-1974 |
| Ontinyent CF             | España | 1974      |
| CD Olímpic de Xàtiva     | España | 1974-1975 |
| UE Lleida                | España | 1975-1976 |
| CD Alcoyano              | España | 1976-1977 |
| Real Balompédica Linense | España | 1977      |
| CD Olímpic de Xàtiva     | España | 1977-1978 |
| UD Melilla               | España | 1978-1980 |
| Real Balompédica Linense | España | 1981-1982 |

## Palmarés

### Campeonatos nacionales
| Título                     | Club           | País   | Año  |
| -------------------------- | -------------- | ------ | ---- |
| Primera División de España | Real Madrid CF | España | 1954 |
| Segunda División de España | Córdoba CF     | España | 1962 |